# Villers-lès-Cagnicourt
Villers-lès-Cagnicourt település Franciaországban, Pas-de-Calais megyében. Lakosainak száma 254 fő (2022. január 1.). Villers-lès-Cagnicourt Dury, Cagnicourt, Baralle, Buissy, Haucourt és Saudemont községekkel határos.

## Népesség
A település népessége az elmúlt években az alábbi módon változott:
| Lakosok száma | 257  | 264  | 269  | 264  | 260  | 257  | 256  | 253  | 254  |
|               | 2013 | 2015 | 2016 | 2017 | 2018 | 2019 | 2020 | 2021 | 2022 |